# 군산미장초등학교
군산미장초등학교는 대한민국 전북특별자치도 군산시 미장동에 있는 공립 초등학교이다. 부설 유치원으로는 군산미장초등학교병설유치원이 있다. 
또한 군산에서 가장 학생 수가 많은 학교이지만
2022년 개교한 금빛초에 의하여 학생수가 계속 줄어들고 있다.

## 학교 연혁
- 2011년 3월 1일 군산미장초등학교 개교
- 2020년 1월 6일 제9회 졸업(187명), 총1143명
- 2020년 3월 1일 제4대 민완성 교장 부임
- 2020년 3월 1일 초등학교 49학급, 병설유치원 3학급 편성

## 참고 자료
- 군산미장초등학교 - 한국교육학술정보원 학교알리미